# نيكولاي نيكراسوف
نيكولاي أليكسيفيتش نيكراسوف هو شاعر، وكاتب، وناقد، وناشر روسي، نالت قصائده التي تتحدث عن طبقة الفلاحين في روسيا إعجاب فيودور دوستويفسكي، وجعلت منه بطلاً في الأوساط الليبرالية والراديكالية، وتحديدًا بين أفراد طبقة المثقفين في روسيا، والمتمثلة في فيساريون بيلنسكي، ونيكولاي تشيرنيفسكي. كما أن له الفضل في تقديم البحور الثلاثية، والمونولوج الدرامي للشعر الروسي. عمل نيكراسوف كمحررٍ للعديد من المجلات الأدبية مثل؛ سوفريمينيك، ونجح نجاحًا باهرًا.

## حياته ومهنته
وُلد نيكولاي إيه. نيكراسوف في مدينة نميريف (الموجودة الآن في فينيستيا أوبلاست، أوكرانيا)، محافظة بودوليا. كان والده، أليكيس نيكراسوف، من عائلة روسية تنتمي للطبقة العليا، وكان ضابطًا في الجيش الإمبراطوري الروسي. أما والدته فكانت بولندية تسمى أليكساندرا زاكريزوسكا، وكانت من وارسو، وتنتمي إلى طبقة النبلاء.
عاش نيكراسوف طفولته في عزبة والده الموروثة في، جريشنيفو، ياروسلافيل أوبلاست، بالقرب من نهر الفولغا. وهناك، بدأ نيكراسوف يتابع الأعمال الشاقة التي يقوم بها عمال المراكب بنهر الفولغا، وعمال ساحبات البارجات الروسية. كانت صورة ذلك الظلم الاجتماعي، والتي تشبه كثيرًا ذكريات طفولة فيودور دوستوفسكي، تتضاعف يوميًا مع تصرفات والد نيكراسوف الاستبدادي. حيث أصيب والده بحالة شديدة من الإحباط بسبب تقاعده عن عمله في الجيش، ووظيفته كمفتش المقاطعة، وتسبب شرب الخمر له في موجات من الهياج ضد زوجته، وضد الفلاحين الذين يعملون في عزبته. سببت هذه الأحداث الكثير من الصدمات لنيكراسوف في صباه، وحددت محتوى قصائده فيما بعد، حيث كانت قصائده وصفًا لمعاناة الفلاحين والنساء في روسيا.

كان نيكراسوف معجبًا جدًا بأمه، وعبر عن تعاطفه مع كل النساء بعد ذلك في كتاباته. وكان لأمه دور كبير في حياته، حيث ساعده حبها ودعمها في أن يتحمل الأحداث المؤلمة التي كان يتعرض لها في طفولته. التحق نيكراسوف بالمدرسة الثانوية لمدة خمس سنوات، ولكنه لم يكن مهتمًا جدًا بالدراسة التقليدية. وفي عام 1838، أراد والده أن يحظى نيكراسوف بوظيفة عسكرية، ولذلك أرسله إلى أكاديمية عسكرية في سانت بطرسبرغ، وكان عمره وقتها 16 عامًا. ومن هناك، التحق بجامعة سانت بطرسبرغ كطالبٍ غير متفرغ، واستطاع أن يحضر الدروس من عام 1839 إلى 1841.

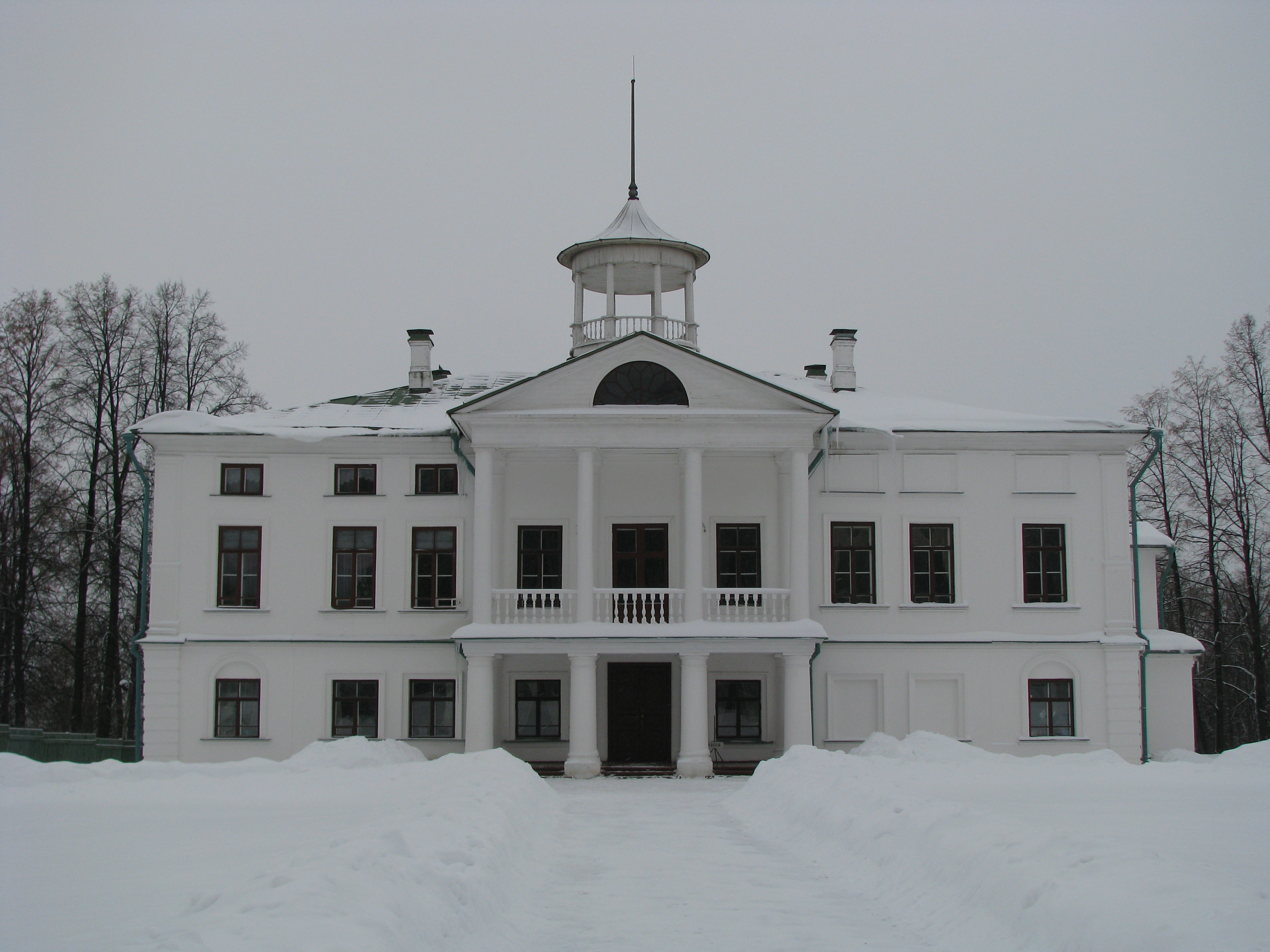
كان نيكراسوف يذهب للصيد كل صيف في عزبة أخيه في كارابيخا (Karabikha) بالقرب من ياروسلافل (Yaroslavl) (تم تحويلها الآن إلى متحفٍ للذكرى)

بعد ذلك، توقف والد نيكراسوف عن دعمه ومساعدته بسبب تركه للجيش، وتفضيله للدراسة الجامعية، فعاش نيكراسوف في ظروفٍ قاسية، حيث كان بلا أي مأوى. بعد ذلك بفترة قصيرة، أصدر نيكراسوف ديوانه الشعري الأول أحلام وأصوات (Dreams and Sounds)، والذي أصدره تحت اسم «ن. ن». وعلى الرغم من إشادة فاسيلي زوكوفسكي، الشاعر الراعي لنيكراسوف، بالديوان إلا أنه لاقى هجومًا شديدًا، ووُصف بأنه مجرد شعر رومانسي رديء هزلي، من فيساريون بيلنسكي، أهم شاعر وناقد أدبي روسي في النصف الأول من القرن التاسع عشر. ولذلك، ذهب نيكراسوف بنفسه إلى المكتبات، وقام بجمع كل نسخ الديوان.

## مشواره كناشر
على عكس ما هو متوقع، انضم نيكراسوف لفريق عمل مجلة (ملاحظات وطنية) مع ناقده بيلنسكي، وأصبح صديقًا مقربًا له. وبعد فترة وجيزة، اعترف بيلنسكي بموهبة نيكراسوف، وقام بترقيته لوظيفة محرر مبتدئ. في الفترة 1843 إلى 1846، قام نيكراسوف بتحرير مقتطفات مختلفة للمجلة، منها «ديوان بطرسبرغ»، والذي نشرت فيه أولى روايات دوستويفسكي، الفقراء. وفي نهاية عام 1846، تولى نيكراسوف مهمة نشر مجلة المعاصر (The Contemporary) المشهورة، (والتي كانت معروفة أيضًا باسم «سوفرمينيك»)، بعد أن كان بيوتر بليتنيف هو المسؤول عن ذلك. ترك الكثير من العاملين في مجلة ملاحظات وطنية NoF، ومن ضمنهم بيلينسكي، والتي كان يرأسها في ذلك الوقت بيوتر كريفسكي، وانضموا لمجلة «سوفريمينيك» ليعملوا مع نيكراسوف. وفي 1848، منح بيلنسكي نيكراسوف حق نشر مجموعة مختلفة من المقالات، وبعض الأعمال الأخرى، والتي كان من المقرر أن يتم نشرها في صورة كتب سنوية تحت عنوان «السفينة الضخمة».
ولكن في منتصف خمسينيات القرن التاسع عشر، تدهورت حالة نيكراسوف الصحية، واضطر لترك روسيا والسفر للعلاج في إيطاليا. وفي تلك الفترة، انضم كل من تشيرنيشيفسكي ونيكولاي دوبروليبوف لفريق عمل المجلة، وكانا من أكثر الكتاب الثوريين والراديكاليين في ذلك الوقت، ثم أصبحا الناقدين الأساسيين في المجلة. تعرض نيكراسوف للكثير من الهجوم من قبل أصدقائه القدامى لأنه وافق أن تصبح مجلته [بحاجة لمصدر]أداة في يد تشيرنيفسكي يستخدمها في هجومه على المجتمع الروسي المحافظ. وفي 1860، رفض إيفان تورجينيف، والمعروف بمعاداته للعدمية، أن يتم نشر أي عمل له مرة أخرى في هذه المجلة.
وبعد إغلاق مجلة المعاصر في عام 1866، تصالح نيكراسكوف مع عدوه القديم كريفسكي، واشترى منه مجلة Отечественные Записки (ملاحظات وطنية). واستطاع أن يحقق فيها نجاحًا كبيرًا في السنوات العشر التالية.

## الشعر
.

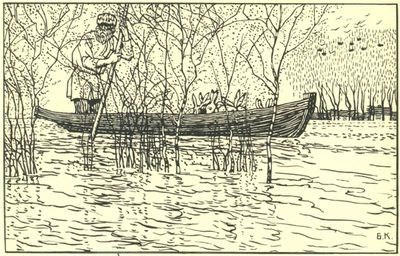
لا تزال قصيدة نيكراسوف Дедушка Мазай и зайцы ("الجد مازاي والأرانب البرية") واحدة من أشهر قصائد الأطفال في روسيا

تتناول قصائد نيكراسوف، التي كتبها في خمسينيات القرن العشرين، تحديات الحياة في المجتمع الروسي، حيث تصف طريقة تفكير الروس، وصراعاتهم التي لا تنتهي مع الحقيقة ومن أمثلة ذلك، قصيدته Саша (ساشا)، وهي أول قصائده الطويلة. تعد أعمال نيكراسوف التي كتبها في ستينيات القرن التاسع عشر، مثل، القصائد الشعبية وقصائد الأطفال، من أفضل ما كتب، مثل: Коробейники، وКрестьянские дети (وتترجم أيضًا «الفلاحون الصغار»)، وМороз Красный Нос (وتترجم أيضًا «الجد فروست والأنف الحمراء» - وهي النسخة الروسية من بابا نويل)
جاءت بعض قصائده الفلسفية على شكل اعترافات، مثل: Рыцарь на час (تترجم "فارس ساعة")، وكذلك Влас (فلاس)، وКогда из мрака заблуждения я душу падшую воззвал (تعني "ومن شدة ظلام أوهامي، دعوت نفسي).
ومن أعماله المهمة التي كتبها بعد ذلك قصيدتي: Русские женщины («نساء روسيا»)، والتي كُتبت من عام 1871 إلى 1872، وКому на Руси жить хорошо? (من سعيد في روسيا؟) (1863-1876). تَحكي قصيدة «نساء روسيا» قصة الأميرتين؛ إكاتيرينا تروبتسكايا، وماريا فولكونسكايا، واللتان تبعتا زوجيهما، اللذين كانا مشاركين في ثورة الديسمبريين الفاشلة، إلى المنفى في صربيا.

## من سعيد في روسيا؟
من سعيد في روسيا؟ (1863-76) تحكي هذه القصيدة قصة سبعة فلاحين قرروا أن يسألوا أصنافًا مختلفة من الناس في الريف عن إذا ما كانوا سعداء أم لا، ولكن الإجابة لهذا السؤال لم تكن مرضية أبدًا لهم في كل مرة. تشتهر هذه القصيدة بنظام قافيتها المختلف:، وهي «عدة أبيات غير منظومة تتبع البحر الأيامبي رباعي التفعيلة، وتنتهي بمقطعين قصيرين، ثم يليها بيت يتبع البحر الأيامبي ثلاثي التفعيلة» (Terras 319). تشبه تلك القافية قافية الأغنية الشعبية الروسية.

## صحته، ووفاته
عانى نيكولاي نيكراسوف كثيرًا من مرض مزمن بالرئة، مما جعله يضطر أن يقضي شهورًا كثيرة في مناطق يكون مناخها أكثر دفئًا، وغالبًا تكون على ساحل البحر الأبيض المتوسط في إيطاليا.
وفي 1875، أصيب نيكراسوف، والذي لم يحظ بصحة جيدة قط، بسرطان القولون. فقام أصدقاؤه بتكفل مصاريف الجراحة التي أجراها له الدكتور بيلروت، وهو أحد أشهر الجراحين في ذلك الوقت، بعد أن تمت استضافته من فيينا. ولكن الجراحة فشلت، ولم تستطع أن تشفيه من مرضه، بل تسببت فقط في زيادة فترة آلامه، وعانى نيكراسوف من المرض لمدة سنتين إضافيتين. وفي تلك الفترة، كتب نيكراسوف آخر أغنياته، والتي كانت تحمل حكمة، وحزن شاعر يحتضر.
تم تشييع جنازة نيكراسوف في مقبرة نوفوديفيتشي في سانت بطرسبرغ، وحضرها عدد هائل من الناس. ألقى فيودور دوستويفسكي خطبة التأبين الرئيسية، والتي أكد فيها أن نيكراسوف كان أعظم شاعر روسي منذ ألكسندر بوشكين وميخائيل ليرمنتوف. وحينها، صاح مجموعة من الشباب أتباع تشيرنيفسكي، والذين ربطوا بعض أشعار نيكراسوف التي كتبها وقت مرضه بأحداث ثورية، وهتفوا «بل، كان أعظم».

## التراث، والتكريمات
اشتهر نيكراسوف في وقته كأول محرر لفيودور دوستوفيسكي، في عام 1845، وناشر مجلة سوفريمينيك (Sovremennik) المعاصر لفترة طويلة (منذ 1846 حتى يوليو 1866، حتى أصبحت المجلة أهم مجلة أدبية في ذلك الوقت). تم تأسيس سوفريمينيك في الأصل على يد بوشكين، ولكن نيكراسوف هو من واصل مشوارها بعد ذلك.
وخلال 20 عامًا من العمل الأدبي الجاد، تحولت سوفريمينيك إلى صالون أدبي، ومنتدى ثقافي يلتقي فيه كل الأدباء الروس. نشرت سوفريمينيك أعمال كل من فيودور دوستويفسكي، وإيفان تورجينيف، وليو تولستوي (Leo Tolstoy)، بالإضافة إلى أعمال نيكراسوف الشعرية والنثرية، والكثير من الأدباء الآخرين. في خمسينيات وستينيات القرن التاسع عشر، كانت سوفريمينيك هي أكثر المجلات الأدبية الروسية انتشارًا، وكان يتم توزيعها أيضًا بين الجاليات الروسية في أوروبا. يرجع الفضل الأساسي في نجاح سوفريمينيك إلى موهبة نيكراسوف كناشر، وأيضًا إلى مجموعة الأدباء الموهوبين الذين ساهموا في الكتابة فيها سواء من روسيا أو من الخارج. كانت سوفريمينيك من المجلات الروسية القليلة التي تنشر أعمال أهم أدباء أوروبا، مترجمة إلى اللغة الروسية، مثل: فلوبير، وبلزاك. ولكن، بسبب غياب الحرية السياسية الحقيقية في روسيا، بالإضافة إلى الكثير من الأزمات المالية، تم إغلاق المجلة على يد حكومة القيصر، وتم القبض على محررها الراديكالي الثوري نيكولاي تشيرنيفسكي.
أصبحت عزبة نيكراسوف في كرابيخا، ومنزله الموجود في سانت بطرسبرغ، بالإضافة إلى مكتبه في مجلة سوفريمينيك في ليتني بروسبكت الآن من العلامات الثقافية المشهورة في روسيا، وتم تحويلها إلى متاحف عامة.

## وصلات خارجية
- نيكولاي نيكراسوف على موقع IMDb (الإنجليزية)
- نيكولاي نيكراسوف على موقع الموسوعة البريطانية (الإنجليزية)
- نيكولاي نيكراسوف على موقع ميوزك برينز (الإنجليزية)
- نيكولاي نيكراسوف على موقع ميوزك برينز (الإنجليزية)
- نيكولاي نيكراسوف على موقع ديسكوغز (الإنجليزية)
- نيكولاي نيكراسوف على موقع قاعدة بيانات الفيلم (الإنجليزية)

- Several poems by Nekrasov translated into English
- مؤلفات Nikolai Alekseevich Nekrasov في مشروع غوتنبرغ
- "Modern+Russian+Poetry"+++Deutsch+++Contents&cd=1#v=onepage&q&f=false English translations of 3 poems by Babette Deutsch and Avrahm Yarmolinsky, 1921
- English translations of 4 poems
- Some texts by Nikolai Nekrasov in the original Russian